# .250-3000 Savage
.250-3000 Savage (також відомий як .250 Savage) гвинтівковий набій створений Чарльзом Ньютоном в 1915 році. Його розробили для використання в безкурковій гвинтівці важільної дії Savage Model 99. Назва походить від назви компанії-виробника, Savage Arms. При оригінальному заряді куля вагою 5,6 грама досягає швидкості 910 м/с.

## Історія
Чарльз Ньютон розробив гільзу .250-3000 Savage для популярної важільної гвинтівки Savage Model 99, яка, на відміну від попередніх важільних гвинтівок, не мали проблем з аеродинамічними гострими кулями завдяки роторному магазину. Для полегшення ручного спорядження геометрів гільзи була створена на базі гільзи .30-06 Springfield, хоча й коротша, щоб підходити до вищезгаданого магазина, розробленого під набій .303 Savage. Ньютон рекомендував використовувати кулю вагою 6,5 грамів, щоб досягти швидкості 850 м/с; але компанія Savage Arms зменшила вагу кулі щоб досягти швидкості 910 м/с, що зробило його першим американським набоєм, здатним розвивати таку швидкість. Досягнення такої швидкості могло бути причиною вибору легкої для калібру кулі вагою 5,6 грами. Ньютон засумнівався, чи рекламні переваги швидкості компенсують зниження проникаючих властивостей легшої кулі у великих тварин.
Обмеження тиску за SAAMI становить 45 000 CUP. Він немає потужності набою .25-06 Remington, але є менш шумним та дає менший відбій. Продуктивність дуже схожа на набій .257 Roberts. Можливо, це найкращий набій для полювання, ніж більш популярний набій .30-30, але в останні роки він поступається набою .257 Roberts та набоям з плоскішою траєкторією калібру 6 мм, наприклад .243 Winchester.
Зараз все менше випускають зброї під набій .250 Savage. Це чудовий патрон із помірним відбоєм для полювання на дрібну дичину розміром до оленя.

## Варіанти
Деякі мисливці на шкідників використовують покращені версії набою, відомі як .250 Ackley, .250 Improved або .250 Ackley Improved, як набої подвійного призначення середньої дальності. .250 Ackley — це той самий базовий набій із крутішим плечем і з роздутими або випрямленими боками для збільшення порохового простору. Це забезпечує підвищення швидкості більш ніж на 76,2 м/с порівняно зі стандартними заводськими зарядами. This provides a velocity improvement of more than 250 ft/s (76.2 m/s) over standard factory loads.